# Wolfgang Krauser
Wolfgang Krauser es un personaje ficticio de la serie de videojuegos de lucha Fatal Fury y The King of Fighters. Aparece inicialmente en Fatal Fury 2. El primer The King of Fighters en el que hace aparición es The King Of Fighters '96.

## Historia
Krauser es el descendiente n.º 32 del clan Krauser, una gran y acaudalada familia de la aristocracia alemana presente desde hace más de un siglo. Como tal, sería educado en las artes más exquisitas de un hombre de la burguesía alemana, siendo además instruido en técnicas de lucha del linaje Strolheim de parte su padre.
Cuando Rudolph Howard, padre de Geese, entró al clan Krauser, Wolfgang se enfrentaría ahora a su hermanastro Geese, haciendo que se retirara. Tiempo después sobresaldría en su entrenamiento y derrotaría a su padre, al que después mataría por haber perdido. Ocurrido esto, Krauser se convierte en el nuevo amo de la familia.
Cabe destacar de debido a este hecho, Krauser es el único individuo al cual Geese, a pesar de su gran poder, le tiene verdadero miedo; esto debido a que Wolfgang es el doble de fuerte que el.
Él mismo se confeccionaría una armadura dorada con las características del clan para la pelea. Deseaba más poder cada día que pasaba. Pasaría el tiempo y sabría de su hermanastro que se encontraba en South Town, Estados Unidos, y le haría una visita ya que quería pelear otra vez con él. Sin embargo Geese Howard apenas estaba recuperándose de su pelea con Terry Bogard, razón por la que Krauser al enterarse de la lamentable situación de Geese decide buscar al hombre que lo derrotó y humilló. Terry y Krauser se enfrentan en un combate en el que Krauser logró vencer al primero sin problemas y dejar a Terry lastimado y fuera de escena por un tiempo como se muestra en la película Fatal Fury 2. Acto seguido, Krauser convocacaría a un torneo King of Fighters a nivel mundial, gracias a la fortuna que poseía, después de haber encontrado y advertido a Terry lo que le pasará cuando esté de nuevo ante él. El plan de Krauser para el evento era esperar a Bogard en su castillo de Alemania, no obstante decide agregar un incentivo ordenándole a su sirviente Laurence Blood, secuestrar a Mai Shiranui.
Durante la batalla, Krauser hace gala de toda clase de técnicas del Hakyo Kyusaken, pero finalmente sería derrotado por Terry Bogard. Ante semejante atropello, Krauser intenta acabar con su vida, para lo cual se lanza a un lago muy profundo desde la torre de su castillo ya que no soportaría la humillación de ser vencido. Sin embargo, poco después sería rescatado justo a tiempo por su fiel sirviente, Laurence Blood. No obstante, Krauser quedó agotado y sin fuerzas y esperaba recuperarse con uno de los pergaminos "de la inmortalidad" que él tenía en su posesión, pero para su mala suerte, uno de los secuaces de Geese se los roba antes de que pudiera usarlo para recuperase. Tiempo después y ya recuperado, participó en el torneo The King Of Fighters '96, en el cual Krauser participa formando el equipo Boss Team con el mismo Geese Howard y con Mr. Big. Durante la competencia, fue testigo de la aparición de Goenitz y de que Geese intentara apoderarse del poder de Orochi. Igualmente presenció como Kyo, Iori y Chizuru derrotaban al heraldo de Orochi.
Después del torneo, Krauser se retira sin represalias en contra de Geese, del cual se despide amistosamente (a diferencia de Mr. Big que intentó matarlo). Solo le dijo que fue divertido y una buena experiencia. Luego de eso, Krauser no aparecería en torneos KOF, siguiendo con su dedicación de mercenario, guardaespaldas de personas importantes y conde de la familia Strolheim, aunque también estaría esperando un momento de volver a tener una revancha con Terry.
Krauser también aparece como personaje final en los videojuegos "Real Bout Fatal Fury Special" y "Real Bout Fatal Fury 2". Posteriormente su última aparición fue en el nuevo "Boss Team" de la nueva versión remasterizada de "KOF '98", llamada "The King Of Fighters 98: Ultimate Match" para PlayStation 2.